# John Eliot Thayer
Pour les articles homonymes, voir Thayer.
John Eliot Thayer est un ornithologue américain, né le 3 avril 1862 à Boston et mort le 29 juillet 1933 à Lancaster (Massachusetts).

## Biographie
Il est le fils de Nathaniel Thayer, un banquier qui a fait construire le Thayer Hall à l’université Harvard. Après l’obtention de son diplôme à Harvard, John Thayer se marie avec Evelyn D. Forbes et la famille s’installe dans une riche exploitation agricole à Lancaster (Massachusetts), à une cinquantaine de kilomètres à l’ouest de Boston. Au milieu des années 1890, il commence à s’intéresser à l’ornithologie et à constituer une collection, conservée dans un musée dans la rue principale de Lancaster.
Thayer utilise son aisance financière pour sponsoriser diverses expéditions d’histoire naturelle. Ainsi, il envoie Wilmot W. Brown sur l’île Guadalupe au Mexique. Celui-ci découvre que la végétation de l’île a été ravagée par des milliers de chèvres. Il découvre aussi que l’océanite de Guadalupe est menacée par l’introduction de chats, tout comme une sous-espèce du Pic flamboyant propre à l’île. Ces deux espèces disparaîtront effectivement peu de temps après. Thayer et Outram Bangs (1863-1932) font paraître un article dans la revue américaine The Condor afin d’attirer l’attention des scientifiques sur cette situation. En 1910, l’université de Harvard lui confère le titre de docteur honoris causa.
En 1913, Thayer et d’autres anciens élèves de Harvard financent une expédition en Alaska et en Sibérie, Joseph Scattergood Dixon (1884-1952) et Winthrop Sprague Brooks (1887-1965) assurant la partie zoologique. Une nouvelle espèce de goéland, le goéland de Thayer lui est dédiée par W.S. Brooks en 1915.
Thayer tombe malade en 1928 et il donne sa collection de 28 000 peaux et de 15 000 œufs au musée de zoologie comparative de Harvard. Après sa mort, Harvard reçoit sa collection de 3 500 oiseaux montés. Parmi ceux-ci se trouvent des spécimens d’espèces disparues comme un grand pingouin, deux eiders du Labrador et deux caracaras de Guadalupe. À leurs côtés, des peaux et des œufs d’espèces rares.

## Source
- Gregory Macalister Mathews (1934). Obituary, Ibis, 76 (1) : 179-180.

## Note
1. ↑  Oceanodroma macrodactyla Bryant, 1887.
2. ↑  Colaptes auratus (Linnaeus, 1758).
3. ↑  Larus thayeri Brooks, 1915.